# Берри, Остин (коста-риканский футболист)
Остин Херардо Берри Мойя (исп. Austin Gerardo Berry Moya; род. 5 апреля 1971, Сан-Хосе, Коста-Рика) — коста-риканский футболист, полузащитник, тренер.

## Карьера

### Клубная
Начинал играть в футбол в «Алахуэленсе». В 1993 году коста-риканский полузащитник перебрался в Германию, где он пополнил ряды клуба Второй Бундеслиги «Фрайбург». По итогам сезона 1993/94 эта команда завоевала право выступить в элите немецкого футбола. Но в Бундеслиге Берри провёл всего один матч. В 1994 году он вернулся в «Алахуэленсе», вместе с которым он дважды подряд стал чемпионом страны.
7 июля 1996 года после матча с «Картахинесом» Остин Берри здал положительный допинг-тест. В его крови был обнаружен запрещённый препарат Фенметразин. За применение допинга полузащитник получил двухмесячную дисквалификацию.
В 1999 году, проведя полгода в гватемальской клубе «Антигуа», хавбек перешёл в «Эредиано», в котором он завершил свою карьеру.

### В сборной
В 1989 году Остин Берри принял участие в Чемпионате мира среди молодёжных команд в Саудовской Аравии. За главную национальную команду страны хавбек дебютировал в июне 1991 года в товарищеском матче против Колумбии. Всего за «тикос» он провел 65 игр, в которых забил шесть голов. Вместе с ней он участвовал на нескольких Золотых кубках КОНКАКАФ и в двух Кубках Америки.

## После завершения карьеры
В мае 2010 года Берри был назначен на должность директора Института спорта и отдыха. Но через две недели он уволился с должности, заявив, что ему не хватает опыта для руководящей работы. Позднее входил в тренерский штаб «Эредиано».

## Достижения

### Национальные
- Чемпион Коста-Рики (4): 1990/91, 1991/92, 1995/96, 1996/97.

### Международные
- Финалист Лиги чемпионов КОНКАКАФ (2): 1992, 1999.
- Серебряный призёр Золотого кубка КОНКАКАФ (1): 2002.